# Філду-де-Жос (комуна)
Філду-де-Жос (рум. Fildu de Jos) — комуна у повіті Селаж в Румунії. До складу комуни входять такі села (дані про населення за 2002 рік):
- Тетішу (348 осіб)
- Філду-де-Жос (283 особи) — адміністративний центр комуни
- Філду-де-Міжлок (456 осіб)
- Філду-де-Сус (496 осіб)

Комуна розташована на відстані 363 км на північний захід від Бухареста, 29 км на південь від Залеу, 44 км на захід від Клуж-Напоки.

## Населення
За даними перепису населення 2002 року у комуні проживали 1583 особи.
Національний склад населення комуни:
| Національність | Кількість осіб | Відсоток |
| -------------- | -------------- | -------- |
| румуни         | 999            | 63,1%    |
| угорці         | 336            | 21,2%    |
| цигани         | 245            | 15,5%    |
| болгари        | 3              | 0,2%     |

Рідною мовою назвали:
| Мова      | Кількість осіб | Відсоток |
| --------- | -------------- | -------- |
| румунська | 1252           | 79,1%    |
| угорська  | 329            | 20,8%    |
| циганська | 2              | 0,1%     |

Склад населення комуни за віросповіданням:
| Релігія            | Кількість осіб | Відсоток |
| ------------------ | -------------- | -------- |
| православні        | 1207           | 76,2%    |
| реформати          | 331            | 20,9%    |
| п'ятдесятники      | 32             | 2,0%     |
| римо-католики      | 5              | 0,3%     |
| греко-католики     | 2              | 0,1%     |
| адвентисти         | 1              | 0,1%     |
| не вказали релігію | 4              | 0,3%     |